# Душан Кекеті
Душан Кекеті (словац. Dušan Kéketi, угор. Kéketi Dusan, нар. 24 березня 1951, Братислава, Чехословаччина) — чехословацький і словацький футболіст угорського походження, футбольний воротар.

## Клубна кар'єра
Вихованець братиславського футболу, виступав за команди «Спойє» та «Братислава». Дебютував у професійному футболі у складі трнавського «Спартака» у 1969 році. У сезоні 1976/1977 тимчасово виступав у «Дуклі» з Банської-Бистриці, потім повернувся до Трнави. З 1983 по 1986 роки виступав в австрійському клубі «Аустрія» з Клагенфурта, де завершив свою кар'єру. Зі 135 іграми у чемпіонаті Чехословаччини увійшов до Клубу воротарів Ліги, також тричі виграв чемпіонат країни.

## Виступи за збірні
У збірній грав на чемпіонаті Європи 1980 року, став бронзовим призером першості. Усього ж у його активі 7 ігор.

## Тренерська кар'єра
Тренував різні клуби: «Ферст» із Відня, команди із міста Сєнец. Також був тренером воротарів у трнавському «Спартаку».

## Титули і досягнення
- Чемпіон Чехословаччини: Спартака (Трана) 1971, 1972, 1973
- Бронзовий призер чемпіонату Європи: 1980
- Член «Клубу воротарів ліги»